# 모노노가타리
모노노가타리(일본어: もののがたり, Malevolent Spirits: Mononogatari)는 오니군소우(Onigunsou)가 쓰고 그린 일본 만화 시리즈이다. 2014년 4월부터 2015년 12월까지 슈에이샤의 청년 만화 잡지 미라클 점프에서 처음 연재되었으며, 이후 울트라 점프로 옮겨 2016년 1월부터 2023년 6월까지 계속되었다. 반다이 남코 픽쳐스가 각색한 애니메이션 TV 시리즈는 1월부터 2015년까지 방송되었다. 두 번째 시즌이 2023년 7월부터 2023년 3월 9월까지 방영되었다.